# 拉希迪耶省
拉希迪耶省（阿拉伯语：‎）是摩洛哥的省份，位於該國東北部，由德拉-塔菲拉勒特大區負責管轄，首府設於拉希迪耶，面積60,000平方公里，2004年人口556,612，人口密度每平方公里9人。